# Kirche Hilterfingen

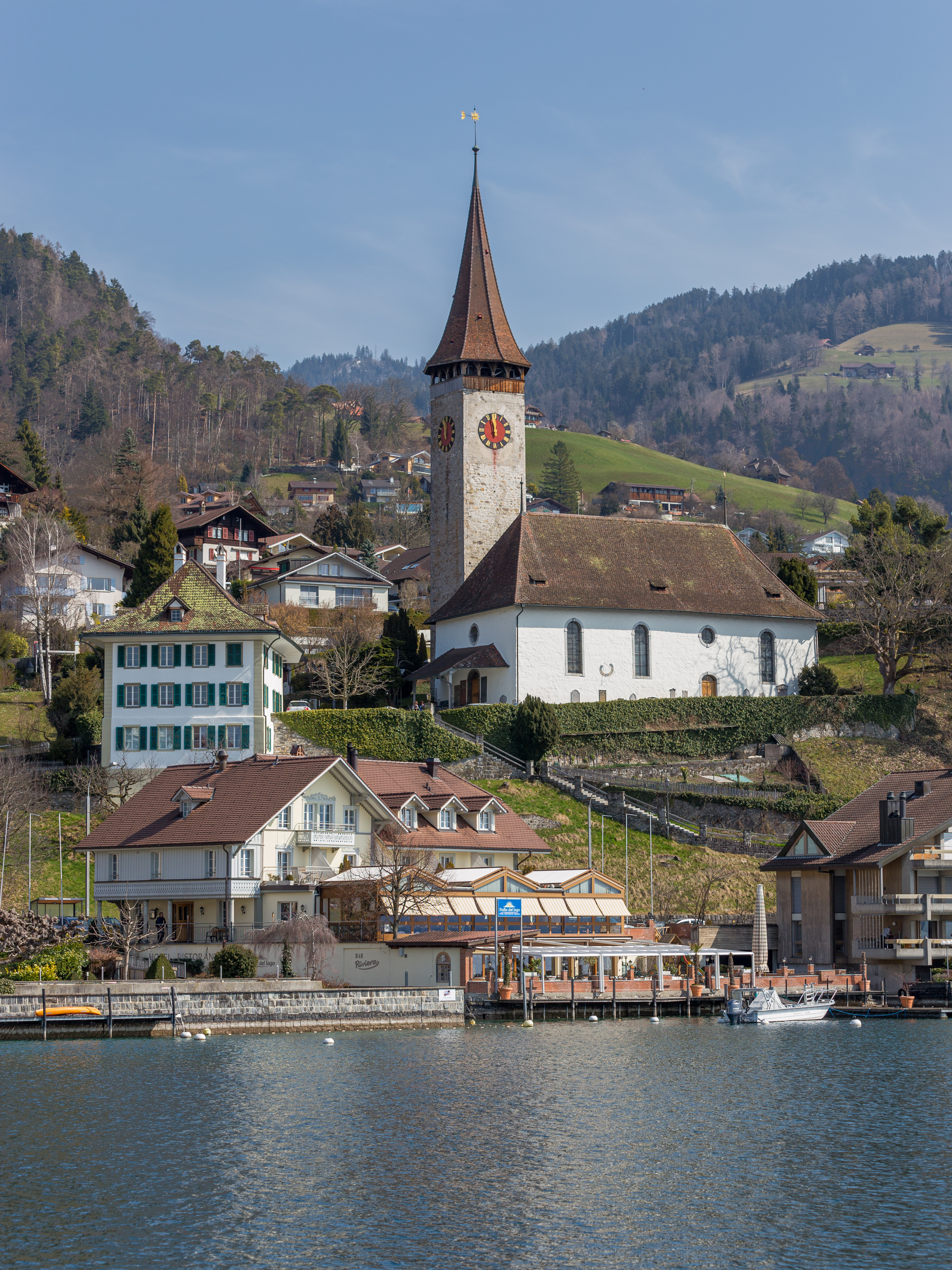
Kirche Hilterfingen am Thunersee

Die Kirche Hilterfingen ist ein Kirchengebäude in Oberhofen am Thunersee im Kanton Bern in der Schweiz.

## Geschichte
Die ehemalige Kirche St. Andreas wird in einer Stiftungsurkunde des Libo von Oberhofen von 1175 erstmals quellenmässig erwähnt. Die Kirche Hilterfingen wird im Volksmund zu den legendären zwölf Thunerseekirchen gezählt, die König Rudolf nach der Strättliger Chronik des Elogius Kiburger in Auftrag gegeben haben soll. Kiburgers Konstruktion der zwölf Thunerseekirchen als Neugründungen des 10. Jahrhunderts ist heute durch bauliche Untersuchungen widerlegt, da mehrere der betreffenden Kirchen wesentlich älter sind. Durch die Ausgrabungen von 1973 in Hilterfingen liessen sich vier Vorgängerkirchen nachweisen. Der heutige Rechtecksaal unter mächtigem Walmdach entstand 1727 unter Beibehaltung der spätgotischen Nordwand und des spätgotischen Turms.